# 일본 적십자사

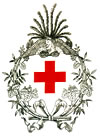

일본 적십자사(일본어: 日本赤十字社)는 1952년(쇼와 27년)에 〈일본적십자사법〉(쇼와 27년 8월 14일 법률 제305호)에 따라 설립된 인가법인으로 일본의 적십자사이다. 사원으로 호칭되는 개인과 법인 참가자가 결합된 사단법인 유사 조직이다. 약칭은 일적(日赤)이다. 명예총재는 황후(현재 마사코 황후), 명예부총재는 대의원회의 의결에 따라 각 황족이 취임하고 있다. 현재 사장은 고노에 다다테루(近衞忠煇)이다.

## 같이 보기
- 박애사(博愛社) - 일본 적십자사의 전신
- 사노 쓰네타미 - 초대 사장